# Othon (futebolista)
Othon Alberto da Cunha (Magé, 19 de setembro de 1939 — Barranquilla, 13 de abril de 2018), mais conhecido simplesmente por Othon, foi um futebolista brasileiro que atuava como ponta-direita.

## Carreira
Tornou-se ídolo do Junior Barranquilla, onde é considerado o melhor ponta direita da história do clube colombiano. No Brasil, atuou por Flamengo e Olaria.
Vestiu a camisa da seleção brasileira em um jogo de eliminatória para os Jogos Olímpicos de 1964.

## Títulos
Flamengo
- Torneio Rio-São Paulo: 1961
- Torneio Octogonal de Verão do Uruguai: 1961
- Troféu Magalhães Pinto: 1961

## Morte
Morreu em abril de 2018, aos 79 anos, vitimado por complicações relacionadas com o mal de Alzheimer, doença que já o afetava há alguns anos.